# 1993-as úszó-Európa-bajnokság
Az 1993-as úszó-Európa-bajnokságot Sheffieldben, Nagy-Britanniában rendezték augusztus 3. és augusztus 8. között. Az Eb-n 43 versenyszámot rendeztek. 32-t úszásban, 6-ot műugrásban, 3-at szinkronúszásban és 2-t vízilabdában. A női vízilabdatornát Leedsben rendezték.

## Éremtáblázat
(A táblázatban Magyarország és a rendező nemzet eltérő háttérszínnel kiemelve.)
| Helyezés | Nemzet           | Arany | Ezüst | Bronz | Összesen |
| 1.       | Németország      | 15    | 6     | 8     | 29       |
| 2.       | Oroszország      | 12    | 12    | 5     | 29       |
| 3.       | Magyarország     | 6     | 4     | 1     | 11       |
| 4.       | Finnország       | 3     | 1     | 0     | 4        |
| 5.       | Franciaország    | 1     | 5     | 2     | 8        |
| 6.       | Nagy-Britannia   | 1     | 3     | 8     | 12       |
| 7.       | Spanyolország    | 1     | 1     | 3     | 5        |
| 8.       | Olaszország      | 1     | 1     | 2     | 4        |
| 9.       | Hollandia        | 1     | 0     | 2     | 3        |
| 10.      | Belgium          | 1     | 0     | 0     | 1        |
| 10.      | Lengyelország    | 1     | 0     | 0     | 1        |
| 12.      | Svédország       | 0     | 6     | 3     | 9        |
| 13.      | Ukrajna          | 0     | 1     | 2     | 3        |
| 14.      | Norvégia         | 0     | 1     | 1     | 2        |
| 15.      | Románia          | 0     | 1     | 0     | 1        |
| 15.      | Szlovákia        | 0     | 1     | 0     | 1        |
| 17.      | Csehország       | 0     | 0     | 2     | 2        |
| 18.      | Fehéroroszország | 0     | 0     | 1     | 1        |
| 18.      | Horvátország     | 0     | 0     | 1     | 1        |
| 18.      | Litvánia         | 0     | 0     | 1     | 1        |
| 18.      | Szlovénia        | 0     | 0     | 1     | 1        |
| Összesen | Összesen         | 43    | 43    | 43    | 129      |

### Úszás

#### Férfi
| Versenyszám               | Arany                                                                                        | Arany    | Ezüst                                                                              | Ezüst    | Bronz                                                                                      | Bronz    |
| ------------------------- | -------------------------------------------------------------------------------------------- | -------- | ---------------------------------------------------------------------------------- | -------- | ------------------------------------------------------------------------------------------ | -------- |
| 50 m-es gyorsúszás        | Alekszandr Popov · Oroszország                                                               | 22,27    | Christophe Kalfayan · Franciaország                                                | 22,39    | Raimundas Mažuolis · Litvánia                                                              | 22,44    |
| 100 m-es gyorsúszás       | Alekszandr Popov · Oroszország                                                               | 49,15    | Tommy Werner · Svédország                                                          | 49,71    | Pavel Khnykin · Ukrajna                                                                    | 49,76    |
| 200 m-es gyorsúszás       | Antti Kasvio · Finnország                                                                    | 1:47,11  | Jevgenyij Szadovij · Oroszország                                                   | 1:47,25  | Anders Holmertz · Svédország                                                               | 1:47,69  |
| 400 m-es gyorsúszás       | Antti Kasvio · Finnország                                                                    | 3:47,81  | Paul Palmer · Nagy-Britannia                                                       | 3:48,14  | Anders Holmertz · Svédország                                                               | 3:48,98  |
| 1500 m-es gyorsúszás      | Jörg Hoffmann · Németország                                                                  | 15:13,31 | Sebastian Wiese · Németország                                                      | 15:14,76 | Igor Majcen · Szlovénia                                                                    | 15:15,05 |
|                           |                                                                                              |          |                                                                                    |          |                                                                                            |          |
| 100 m-es hátúszás         | Martin López-Zubero · Spanyolország                                                          | 55,03    | Vladimir Selkov · Oroszország                                                      | 55,58    | Martin Harris · Nagy-Britannia                                                             | 55,75    |
| 200 m-es hátúszás         | Vladimir Selkov · Oroszország                                                                | 1:58,09  | Martin López-Zubero · Spanyolország                                                | 1:58,51  | Emanuele Merisi · Olaszország                                                              | 1:59,57  |
|                           |                                                                                              |          |                                                                                    |          |                                                                                            |          |
| 100 m-es mellúszás        | Güttler Károly · Magyarország                                                                | 1:01,04  | Nick Gillingham · Nagy-Britannia                                                   | 1:02,02  | Vitaly Kirinchuk · Oroszország                                                             | 1:02,48  |
| 200 m-es mellúszás        | Nick Gillingham · Nagy-Britannia                                                             | 2:12,49  | Güttler Károly · Magyarország                                                      | 2:13,26  | Andrey Korneyev · Oroszország                                                              | 2:14,20  |
|                           |                                                                                              |          |                                                                                    |          |                                                                                            |          |
| 100 m-es pillangóúszás    | Rafał Szukała · Lengyelország                                                                | 53,41    | Denis Pankratov · Oroszország                                                      | 53,43    | Miloš Milošević · Horvátország                                                             | 53,65    |
| 200 m-es pillangóúszás    | Denis Pankratov · Oroszország                                                                | 1:56,25  | Franck Esposito · Franciaország                                                    | 1:58,66  | Chris-Carol Bremer · Németország                                                           | 2:00,33  |
|                           |                                                                                              |          |                                                                                    |          |                                                                                            |          |
| 200 m-es vegyesúszás      | Jani Sievinen · Finnország                                                                   | 1:59,50  | Czene Attila · Magyarország                                                        | 2:00,70  | Christian Keller · Németország                                                             | 2:01,18  |
| 400 m-es vegyesúszás      | Darnyi Tamás · Magyarország                                                                  | 4:15,24  | Jani Sievinen · Finnország                                                         | 4:15,51  | Marcel Wouda · Hollandia                                                                   | 4:17,90  |
|                           |                                                                                              |          |                                                                                    |          |                                                                                            |          |
| 4 × 100 m-es gyorsváltó   | Oroszország · Vladimir Predkin · Vlagyimir Pisnyenko · Jevgenyij Szadovij · Alekszandr Popov | 3:18,80  | Svédország · Fredrik Letzler · Tommy Werner · Lars Frölander · Anders Holmertz     | 3:19,33  | Németország · Christian Tröger · Jochen Bludau · Steffen Zesner · Bengt Zikarsky           | 3:20,13  |
| 4 × 200 m-es gyorsváltó   | Oroszország · Dmitrij Lepikov · Vlagyimir Pisnyenko · Jurij Muhin · Jevgenyij Szadovij       | 7:15,84  | Németország · Jörg Hoffmann · Christian Tröger · Christian Keller · Steffen Zesner | 7:18,53  | Franciaország · Christophe Marchand · Yann DeFabrique · Lionel Poirot · Christophe Bordeau | 7:19,86  |
| 4 × 100 m-es vegyes váltó | Oroszország · Vladimir Selkov · Vitaly Kirinchuk · Denis Pankratov · Alekszandr Popov        | 3:38,90  | Magyarország · Deutsch Tamás · Güttler Károly · Horváth Péter · Szabados Béla      | 3:40,97  | Nagy-Britannia · Martin Harris · Nick Gillingham · Mike Fibbens · Mark Foster              | 3:41,66  |

#### Női
| Versenyszám               | Arany                                                                                       | Arany   | Ezüst                                                                                            | Ezüst   | Bronz                                                                                             | Bronz   |
| ------------------------- | ------------------------------------------------------------------------------------------- | ------- | ------------------------------------------------------------------------------------------------ | ------- | ------------------------------------------------------------------------------------------------- | ------- |
| 50 m-es gyorsúszás        | Franziska van Almsick · Németország                                                         | 25,23   | Linda Olofsson · Svédország                                                                      | 25,67   | Inge de Bruijn · Hollandia                                                                        | 25,86   |
| 100 m-es gyorsúszás       | Franziska van Almsick · Németország                                                         | 54,57   | Martina Moravcová · Szlovákia                                                                    | 55,97   | Catherine Plewinski · Franciaország                                                               | 56,09   |
| 200 m-es gyorsúszás       | Franziska van Almsick · Németország                                                         | 1:57,97 | Liliana Dobrescu · Románia                                                                       | 2:00,39 | Karen Pickering · Nagy-Britannia                                                                  | 2:01,15 |
| 400 m-es gyorsúszás       | Dagmar Hase · Németország                                                                   | 4:10,47 | Kerstin Kielgass · Németország                                                                   | 4:12,18 | Irene Dalby · Norvégia                                                                            | 4:12,51 |
| 800 m-es gyorsúszás       | Jana Henke · Németország                                                                    | 8:32,47 | Irene Dalby · Norvégia                                                                           | 8:33,77 | Olga Šplíchalová · Csehország                                                                     | 8:36,59 |
|                           |                                                                                             |         |                                                                                                  |         |                                                                                                   |         |
| 100 m-es hátúszás         | Egerszegi Krisztina · Magyarország                                                          | 1:00,83 | Nina Zhivanevskaya · Oroszország                                                                 | 1:01,16 | Sandra Völker · Németország                                                                       | 1:01,89 |
| 200 m-es hátúszás         | Egerszegi Krisztina · Magyarország                                                          | 2:09,12 | Lorenza Vigarani · Olaszország                                                                   | 2:11,94 | Nina Zhivanevskaya · Oroszország                                                                  | 2:12,14 |
|                           |                                                                                             |         |                                                                                                  |         |                                                                                                   |         |
| 100 m-es mellúszás        | Sylvia Gerasch · Németország                                                                | 1:10,05 | Svetlana Bondarenko · Ukrajna                                                                    | 1:10,29 | Elena Rudkovskaya · Fehéroroszország                                                              | 1:10,52 |
| 200 m-es mellúszás        | Brigitte Becue · Belgium                                                                    | 2:31,18 | Anna Nikitina · Oroszország                                                                      | 2:32,15 | Marie Hardiman · Nagy-Britannia                                                                   | 2:32,48 |
|                           |                                                                                             |         |                                                                                                  |         |                                                                                                   |         |
| 100 m-es pillangóúszás    | Catherine Plewinski · Franciaország                                                         | 1:00,13 | Franziska van Almsick · Németország                                                              | 1:00,94 | Bettina Ustrowski · Németország                                                                   | 1:01,06 |
| 200 m-es pillangóúszás    | Egerszegi Krisztina · Magyarország                                                          | 2:10,71 | Katrin Jaeke · Németország                                                                       | 2:13,07 | Bárbara Franco · Spanyolország                                                                    | 2:13,39 |
|                           |                                                                                             |         |                                                                                                  |         |                                                                                                   |         |
| 200 m-es vegyesúszás      | Daniela Hunger · Németország                                                                | 2:15,33 | Darja Smeljova · Oroszország                                                                     | 2:16,90 | Silvia Parera · Spanyolország                                                                     | 2:17,06 |
| 400 m-es vegyesúszás      | Egerszegi Krisztina · Magyarország                                                          | 4:39,55 | Darja Smeljova · Oroszország                                                                     | 4:44,91 | Hana Černá · Csehország                                                                           | 4:46,37 |
|                           |                                                                                             |         |                                                                                                  |         |                                                                                                   |         |
| 4 × 100 m-es gyorsváltó   | Németország · Franziska van Almsick · Kerstin Kielgass · Manuela Stellmach · Daniela Hunger | 3:41,69 | Svédország · Ellen Svensson · Linda Olofsson · Louise Jöhncke · Malin Nilsson                    | 3:45,33 | Oroszország · Svetlana Lesyukova · Natalya Meshcheryakova · Olga Kiritchenko · Nina Zhivanevskaya | 3:45,37 |
| 4 × 200 m-es gyorsváltó   | Németország · Kerstin Kielgass · Simone Osygus · Franziska van Almsick · Dagmar Hase        | 8:03,12 | Svédország · Louise Jöhncke · Magdalena Schultz · Therèse Lundin · Malin Nilsson                 | 8:08,82 | Nagy-Britannia · Sarah Hardcastle · Debbie Armitage · Claire Huddart · Karen Pickering            | 8:11,11 |
| 4 × 100 m-es vegyes váltó | Németország · Sandra Völker · Sylvia Gerasch · Bettina Ustrowski · Franziska van Almsick    | 4:06,91 | Oroszország · Nina Zhivanevskaya · Olga Prokhorova · Svetlana Pozdeyeva · Natalya Meshcheryakova | 4:10,09 | Nagy-Britannia · Kathy Osher · Jaime King · Nicola Goodwin · Karen Pickering                      | 4:12,18 |

### Műugrás

#### Férfi
| Versenyszám         | Arany                       | Arany  | Ezüst                         | Ezüst  | Bronz                         | Bronz  |
| ------------------- | --------------------------- | ------ | ----------------------------- | ------ | ----------------------------- | ------ |
| 1 m-es műugrás      | Peter Böhler · Németország  | 361,74 | Joakim Andersson · Svédország | 347,70 | Boris Lietzow · Németország   | 342,24 |
| 3 m-es műugrás      | Jan Hempel · Németország    | 637,77 | Dmitri Sautin · Oroszország   | 619,59 | Joakim Andersson · Svédország | 589,74 |
| 10 m-es toronyugrás | Dmitri Sautin · Oroszország | 617,73 | Bobby Morgan · Nagy-Britannia | 617,70 | Jan Hempel · Németország      | 607,62 |

#### Női
| Versenyszám         | Arany                            | Arany  | Ezüst                      | Ezüst  | Bronz                     | Bronz  |
| ------------------- | -------------------------------- | ------ | -------------------------- | ------ | ------------------------- | ------ |
| 1 m-es műugrás      | Simona Koch · Németország        | 278,94 | Irina Lashko · Oroszország | 276,24 | Vera Ilyina · Oroszország | 275,40 |
| 3 m-es műugrás      | Brita Baldus · Németország       | 541,68 | Vera Ilyina · Oroszország  | 494,25 | Simona Koch · Németország | 493,05 |
| 10 m-es toronyugrás | Svetlana Khokhlova · Oroszország | 434,25 | Ute Wetzig · Németország   | 425,61 | Olena Zhupina · Ukrajna   | 411,81 |

### Szinkronúszás
| Versenyszám | Arany                                      | Arany   | Ezüst                                                 | Ezüst   | Bronz                                          | Bronz   |
| ----------- | ------------------------------------------ | ------- | ----------------------------------------------------- | ------- | ---------------------------------------------- | ------- |
| Egyéni      | Olga Sedakova · Oroszország                | 183,781 | Marianne Aeschbacher · Franciaország                  | 178,510 | Kerry Shacklock · Nagy-Britannia               | 178,147 |
| Páros       | Oroszország · Olga Sedakova · Anna Kozlova | 183,936 | Franciaország · Marianne Aeschbacher · Céline Leveque | 177,268 | Nagy-Britannia · Kerry Shacklock · Laila Vakil | 176,298 |
| Csapat      | Oroszország                                | 178,504 | Franciaország                                         | 175,397 | Olaszország                                    | 173,304 |

### Vízilabda
| Versenyszám | Arany       | Ezüst        | Bronz         |
| ----------- | ----------- | ------------ | ------------- |
| Férfi       | Olaszország | Magyarország | Spanyolország |
| Női         | Hollandia   | Oroszország  | Magyarország  |